# 동림역
동림역(東林驛)은 조선민주주의인민공화국 평안북도 동림군에 위치한 평의선의 철도역이다. 철산선이 분기한다.